# ГЕС Маотан
ГЕС Маотан (毛滩水电站) — гідроелектростанція у центральній частині Китаю в провінції Сичуань. Знаходячись після ГЕС Qiānfúyán, становить нижній ступінь каскаду на річці Qingyi, яка приєднується ліворуч до Дадухе незадовго до впадіння останньої праворуч до Міньцзян (велика ліва притока Янцзи).
У межах проєкту річку перекрили бетонною греблею, яка утримує витягнуте на 6,4 км водосховище з об'ємом 18 млн м3 (корисний об'єм 1,1 млн м3) та припустимим коливанням рівня в операційному режимі між позначками 405,7 та 406 метрів НРМ. Під час повені об'єм водойми може зростати до 30 млн м3.
Інтегрований у лівобережну частину споруди машинний зал обладнали трьома турбінами типу Каплан потужністю по 34 МВт, які використовують напір від 15 до 21 метра (номінальний напір 17 метрів) та забезпечують виробництво 489 млн кВт·год електроенергії на рік. Крім того, наявна одна турбіна потужністю 3 МВт із номінальним напором 8 метрів і річним виробітком 19 млн кВт·год.
Відпрацьована вода прямує 5,5 км по прокладеному паралельно річищу річки каналу, котрий дозволяє збільшити доступний напір.
Видача продукції відбувається по ЛЕП, розрахованій на роботу під напругою 220 кВ.